# یک بام و دو هوا

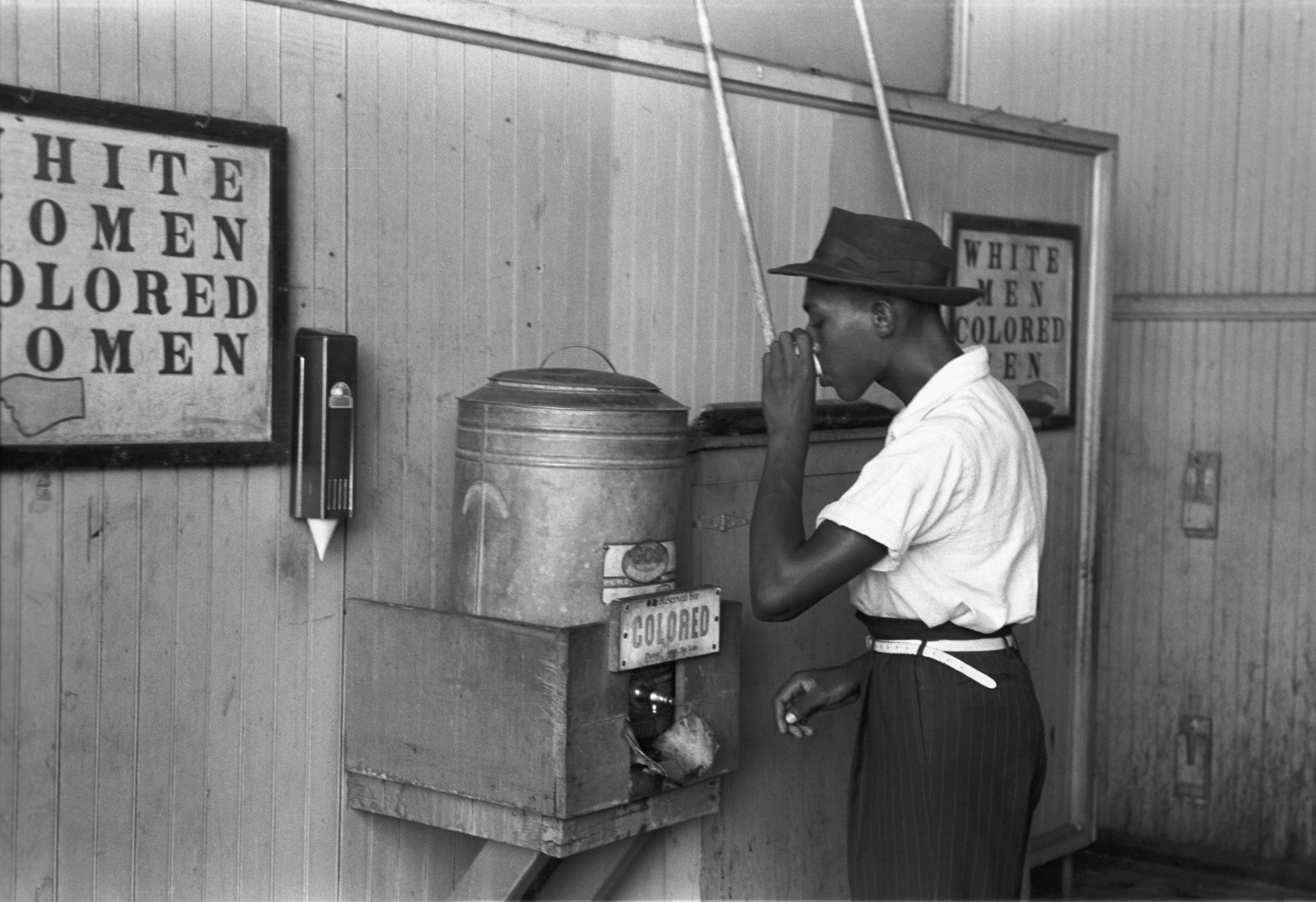
سیاه‌پوستی در حال نوشیدن از سرمابان (کُلمَن) با عنوان "رنگی" (به معنای رنگین پوستان) در ترمینال تراموا، اوکلاهاما سیتی، اوکلاهاما.

«یک بام و دو هوا» یا استاندارد دوگانه (به انگلیسی: double standard) اصطلاحی است برای اشاره به تبعیض و بی‌عدالتی؛ زمانی که در شرایط یکسان برای افراد متفاوت، مجموعهٔ متفاوتی از اصول یا قوانین اعمال می‌گردد. چنین عملکردی برخلاف اصول اولیه عدالت شناخته می‌شود.
در برخی فرهنگ‌ها برخی رفتارها توسط گروهی از مردم پذیرفته است، اما انجام همان رفتار توسط گروه دیگری از مردمان ناپذیرفتنی و تابوست.

## جدا اما برابر
از اواخر قرن نوزدهم تا اواسط قرن بیستم، قوانین جداسازی در ایالت‌های جنوبی، آمریکایی‌های آفریقایی‌تبار و سفیدپوستان را تقریباً در همه جنبه‌های زندگی عمومی - از واگن‌های راه‌آهن و مدارس گرفته تا دستشویی‌ها و آب‌نماها، از هم جدا کرد. از ایالتی به ایالت دیگر، این قوانین قرار بود تسهیلاتی را ایجاد کنند که «جدا اما برابر» باشند. در واقع، اینها تقریباً هرگز برابر نبودند.